# Viekšniai
Viekšniai (pronunc. Viekshñaí) es una ciudad en el noroeste de Lituania, Condado de Telšiai, Municipio de Mažeikiai.
Está ubicada en las orillas del río Venta, a 13 km al sur de Mažeikiai.
En 2011 tiene 1938 habitantes, de los cuales el 97,06% son lituanos y el 1,24% son rusos.
El sitio de Viekšniai es conocido desde el siglo IX. En 1792 consiguió los Derechos de Magdeburgo. En los siglos XVII - XX vivieron aquí muchos judíos.
Posee una iglesia católica.